# Camponotus kopetdaghensis
Camponotus kopetdaghensis  (лат.) — вид муравьёв рода кампонотус (Camponotus) (подрод Myrmentoma) из подсемейства формицины (Formicinae).

## Распространение
Иран, Туркмения (Копетдаг).

## Описание
Тело блестящее, двуцветное: голова, мезонотум, проподеум, петиолюс и брюшко буровато-чёрные, пронотум и ноги желтовато-коричневые. Мезопроподеальное вдавление глубокое. Проподеум угловатый, с отстоящими волосками. Рабочие муравьи имеют длину 3—7 мм, самки — 8—11 мм, самцы — 5—8 мм. Семьи малочисленные (около 300 особей). Пустынный вид. В Туркмении обитают в ущельях и на склонах в предгорьях и горах Копетдага. Вид был впервые описан в 1985 году российскими мирмекологами Геннадием Михайловичем Длусским и Святославом Игоревичем Забелиным.